# فرانسیم
فرانسیُم (به فرانسوی: Francium) با نام قدیمی اِکا-سزیم، عنصری شیمیایی با نماد Fr و عدد اتمی ۸۷ است که در گروه IA (فلزهای قلیایی) و دورهٔ هفتم جدول تناوبی قرار گرفته‌است. از دههٔ ۱۸۷۰، که شواهدی مبنیٰ بر وجود این عنصر ارائه شد، چندین تلاش ناموفق برای کشف عنصر، انجام شد؛ تا اینکه شیمی‌دان فرانسوی؛ مارگریت پری برای اولین بار موفق شد تا این عنصر را ثبت کند. عنصر به افتخار زادگاه پری، و کشوری که عنصر در آن کشف شده‌بود، یعنی فرانسه؛ فرانسیم نام گرفت؛ که به آخرین عنصر کشف شده‌ای که در طبیعت به شکل آزاد وجود دارد؛ بدل شد.
فرانسیم در طبیعت؛ در مقادیر بسیار ناچیز، در سنگ معدن اورانیم و توریم یافت می‌شود؛ به شکلی که فرانسیم پس از آستاتین کمیاب‌ترین عنصر شناخته شده‌است و حتیٰ تخمین زده شده‌است، که در پوسته زمین؛ در هر زمان مشخص، به دلیل ناپایدار بودن آن، فقط حدود ۳۰ گرم فرانسیم وجود دارد. بیشتر ایزوتوپ‌های فرانسیم به‌طور مصنوعی و در آزمایشگاه‌های اتمی ساخته می‌شوند. بیشترین مقدار فرانسیمی که تاکنون در یک آزمایش، سنتز شده؛ یک خوشه ۱۰٬۰۰۰ اتمی بوده‌است که از طریق ابر اتمی سرد در دانشگاه استونی بروک، در سال ۱۹۹۷ ساخته شده‌است. فرانسیم پس از فروپاشی به آستاتین، رادیم و رادون تبدیل می‌شود.
فرانسیم، یک الکترون ظرفیتی دارد و در میان همهٔ عناصر جدول تناوبی، دارای کمترین الکترونگاتیویته است. دمای ذوب و جوشش فرانسیم به ترتیب ۲۷ و ۶۷۷ درجه سانتی‌گراد، و شعاع اتمی آن ۲۷۰ پیکومتر است. تمامی ایزوتوپ‌های فرانسیم، ناپایدارند؛ به شکلی که فرانسیم-۲۲۳ — پایدارترین ایزوتوپ فرانسیم — نیمه‌عمری حدود ۲۲ دقیقه دارد. با وجود نیمه‌عمر نسبتاً کوتاه این عنصر، امروزه دانشمندان کاربردهای زیادی برای این عنصر رادیواکتیو، متصور می‌شوند؛ از جمله استفاده آن در پزشکی هسته‌ای (برای تشخیص سرطان) و همچنین استفاده از آن در طیف‌سنجی و تحقیقات هسته‌ای و کاربردهای بسیار زیاد دیگر.

## تاریخچه
در حدود سال‌های دهه ۱۸۷۰ شیمی‌دان‌ها متوجه شدند که باید عنصری با عدد اتمی ۸۷ در گروه فلزات قلیایی زیر سزیم وجود داشته باشد. این عنصر با نام اکا سزیم پیش‌بینی شد. گروه‌های پژوهشی تلاششان را برای یافتن و خالص‌سازی این عنصر ناشناخته آغاز کردند و پس از ۴ تلاش ناموفق، این عنصر ساخته شد.

### اکتشافات ناقص و ناتمام
دوبرو سردوف شیمیدان روسی اولین شخصی بود که ادعای کشف عنصری به نام روسیم یا اکا سزیم را عنوان کرد.
در سال ۱۹۲۵ او متوجه وجود رادیواکتیویته ضعیفی در یک نمونه پتاسیم شده و و نتیجه گرفت که این نمونه ممکن است حاوی مقداری از همان عنصر ۸۷ باشد. سپس او رساله‌ای در مورد خواص این عنصر نوشت و بخاطر نام کشورش آنرا روسیم نام گذاری کرد. اندکی پس از آن دوبرو سردوف به تدریس در انستیتوی پلیمر اودسای اوکراین پرداخت و تحقیقات بیشتری در زمینه این عنصر به عمل نیاورد.
سال بعد، شیمیدانان انگلیسی جرالد دروس و فردریک لورینگ عکس‌های اشعه ایکس منگنز(II) سولفات را بررسی کردند. آنان در این مشاهده به خطوط طیفی برخورد کردند که گمان می‌بردند مربوط به اکا سزیم باشد. آنان این کشفیات را اعلام نموده و آنرا آلکالینیم نامگذاری کردند.
در سال ۱۹۳۰ فرد آلیسون در موسسه پلی‌تکنیک آلاباما مدعی شد که هنگام بررسی پلوسیت و لپیدولیت با ماشین نور-مغناطیس عنصر ۸۷ را کشف کرده‌اند. آلیسون پیشنهاد کرد که بخاطر زادگاهش یعنی ایالت ویرجینیا این عنصر ویرجینیم نامگذاری شود و نماد Vi یا Vm داشته باشد. البته در سال ۱۹۳۴ مک فرسون از دانشگاه برکلی این اکتشاف را رد کرد.
در سال ۱۹۳۶ هوریا هولوبی شیمیدان فرانسوی به همراه دوست فرانسوی‌اش ایوت کاچویس پولوسیت را با استفاده از دستگاه اشعه ایکس با دقت بالا آنالیز کردند. آنان متوجه وجود چندین خطوط نشر ضعیف شدند که به عنصر ۸۷ نسبت دادند. این عنصر به افتخار مولداوی که آزمایش‌ها در آنجا انجام شد مولداویم نام گرفت و نماد آن هم Ml تعیین گشت. در سال ۱۹۳۷ تحقیقات هولوبی بوسیلهٔ یک فیزیکدان آمریکایی بنام اف اچ هرش رد شد. هرش اطمینان داشت که اکا سزیم در طبیعت وجود ندارد و آنان به اشتباه خطوط نشر جیوه یا بیسموت را مشاهده کرده‌اند. اگرچه هولوبی تأکید می‌کرد که دستگاه‌های او آنچنان دقیق اند که چنین اشتباهی را مرتکب نمی‌شوند.
به همین خاطر ژان باتیست پرن برندهٔ جایزه نوبل و استاد هولوبی به کمک مارگریت پری مولداویم را به عنوان فرانسیم مورد تأیید قرار داد.

## ویژگی‌ها

هستهٔ اتم فرانسیم

فرانسیم یکی از کمیاب‌ترین عناصری است که در جدول تناوبی یافت می‌شود؛ و گذشته از این، پایدارترین ایزوتوپ آن فرانسیم-۲۲۳ نیمه‌عمری معادل تنها ۲۲ دقیقه دارد. از این رو، این ایزوتوپ را می‌توان تنها با استاتین-۲۱۹ (محصول واپاشی آلفای فرانسیم-۲۲۳) مقایسه کرد. این ایزوتوپ استاتین، خود با نیمه‌عمری برابر با ۵۶ ثانیه، پایدارترین ایزوتوپ طبیعی استاتین است؛ هرچند که ایزوتوپ‌های سنتز شدهٔ استاتین مانند استاتین-۲۱۰ نیمه‌عمری به مراتب بیشتر، برابر با تقریباً ۸ ساعت، دارد. محصولات واپاشی فرانسیم عبارتند از استاتین، رادیم و رادون. فرانسیم-۲۲۳ از پایدارترین ایزوتوپ، تمامی عناصر سبک‌تر و حتی عناصر سنگین‌تر تا دوبنیم (عنصری با عدد اتمی ۱۰۵)؛ ناپایدارتر است!
به علت نایابی و ناپایداری امکان جدا کردن اتم‌های فرانسیم به حدی که قابل اندازه‌گیری باشند نیست به همین دلیل برای تعیین خواص آن بیشتر بر روی مکان آن در جدول تناوبی تکیه می‌کنند. فرانسیم با نام اکا-سزیم هم شناخته می‌شود؛ از این رو و موقعیت آن در جدول تناوبی امروز پیش‌بینی می‌شود که خواص آن بسیار شبیه سزیم باشد. فرانسیم عنصری سنگین، با تنها یک الکترون ظرفیت است؛ که بیشترین وزن اکی‌والان را میان تمام عناصر طبیعی را به این عنصر اختصاص می‌دهد. فرانسیم مایع -در صورت تشکیل- در دمای ذوبش تنش سطحی برابر ۰٫۰۵۰۹۲ نیوتن بر متر خواهد داشت. دمای ذوب فرانسیم، هرچند، به علت ناپایداری و پرتوزایی آن، به‌طور دقیق مشخص نیست؛ ولی نزدیک به ۸ درجه سانتی‌گراد تخمین‌زده شده‌است؛ هرچند ارقام دیگری هم برای دمای ذوبش مطرح شده؛ برای مثال، بر اساس روش مندلیف؛ دمای ذوب آن باید حدود ۱٫۵±۲۰ درجه باشد. نقطه جوش آن نیز به‌طور دقیق مشخص نیست؛ تخمین‌های اولیه دما را نزدیک به ۶۲۰ درجه، پیش‌بینی می‌کردند؛ پیش‌بینی دیگری عدد ۵۹۸، را پیشنهاد می‌داد و بر اساس روش مندلیف، به عدد ۶۴۰ می‌رسید. چگالی فرانسیم، نزدیک به ۲٫۴۸ گرم بر سانتی‌متر مکعب می‌باشد.
به محاسبه لینوس پاولینگ مقدار الکترونگاتیوی فرانسیم باید با سزیم برابر و حدود ۰٫۷ باشد گرچه محاسبات جدیدتر مقدار آن را ۰٫۷۹ نشان می‌دهند اما این مقادیر به‌طور تجربی تأیید نشده‌اند. با محاسبات فعلی فرانسیم کمترین الکترونگاتیوی را در بین عناصری که تا به امروز می‌شناسیم دارد. همچنین امروزه پیش‌بینی می‌شود؛ که انرژی یونش فرانسیم کمی از سزیم بیشتر باشد.
فرانسیم همچنین می‌تواند با بسیاری از نمک‌های سزیم مانند پرکلرات، یدید، تارتارات، کلروپلاتینات و سیلیسیم‌تنگستات و همچنین روبیدیم تاتارات واکنش دهد. همچنین با سیلیسیم‌تنگستات و کلروپلاتینات واکنش داده و به ترتیب تولید اسید سیلیکوتنگستیک و پرکلریک اسید می‌کند. نمک‌های فرانسیم عمدتاً محلول در آب هستند.

## کاربردها
فرانسیم به علت ناپایداری و کمیاب بودن، کاربرد تجاری ندارد؛ ولی فرانسیم امروزه، برای تحقیقات دربارهٔ خواص شیمیایی و ساختار اتمی، استفاده می‌شود. این آزمایش‌ها به کشف اطلاعات دقیقی دربارهٔ پتانسیل شیمیایی، ذرات زیر اتمی و ترازهای انرژی انجامیده‌است. با توجه به روند سنتز شدن فرانسیم و ساختار اتمی ساده‌ای که دارد؛ امروزه از آن در آزمایش‌های طیف‌سنجی نیز استفاده می‌شود. امروزه به نظر می‌رسد که می‌توان از فرانسیم در نیروگاه‌های هسته‌ای و سیکلوترون‌ها نیز برای تحقیقات استفاده کرد.
پژوهش‌هایی دربارهٔ استفاده از فرانسیم برای تشخیص سرطان انجام شده‌است، ولی انجام این عمل، حتی با امکانات فعلی و امروزی، هنوز ناممکن به نظر می‌رسد. مطالعات بر روی نور گسیل شده توسط یون‌های فرانسیم-۲۱۰ به دام‌انداخته شده توسط لیزر، داده‌های دقیقی راجع به گذارهای بین ترازهای انرژی اتمی در اختیار گذاشته‌اند که شباهت زیادی به نتایج پیش‌بینی شدهٔ نظریه کوانتم دارد.

## فراوانی

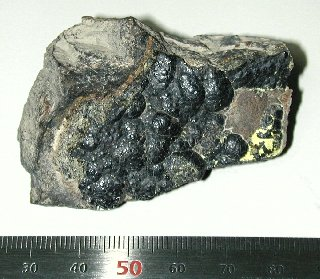
یک سنگ اورانیت با حدود ۱۰۰٬۰۰۰ اتم (۳٫۳×10^−۲۰ g) از فرانسیم-۲۲۳.

### در طبیعت
فرانسیم ۲۲۳ نتیجه فروپاشی آلفای آکتینیم-۲۲۷ است که در سنگ معدن توریم و اورانیم یافت می‌شود. در مقدار مشخصی از اورانیم، گمان می‌رود که به ازای یکصد میلیون اتم اورانیم یک اتم فرانسیم یافت شود. همچنین تخمین زده می‌شود که در تمام پوسته زمین حدود ۳۰ گرم فرانسیم موجود باشد. بنابراین فرانسیم بعد از آستاتین کمیاب‌ترین عنصر در روی زمین است.

### حاصل از سنتز
فرانسیم می‌تواند از واکنش هسته‌ای Au(۱۹۷) + O(۱۸) → Fr(۲۱۰) + ۵n بدست آید و از این طریق دانشگاه استونی بروک توانست مقدار زیادی از ایزوتوپ‌های فرانسیم-۲۰۹، ۲۱۰ و ۲۱۱ فرانسیم را تهیه کند. که روش مشتق شدهٔ تله مغنانوری است. بجز این، روش‌های بمباران رادیم با نوترون و بمباران توریم با پروتون، دوتریم و یون‌های هلیم در سنتز فرانسیم بکار می‌رود. فرانسیم از سال ۲۰۰۸ تاکنون در مقادیر قابل توجه سنتز نشده‌است. در روش تله مغنانوری اتم‌های فرانسیم از طریق میدان مغناطیسی ایجاد شده توسط مس جدا شده و توسط لیزر به دام انداخته می‌شوند.

## ایزوتوپ‌های اصلی
تاکنون ۳۴ ایزوتوپ فرانسیم از عدد جرمی ۱۹۹ تا ۲۳۲ کشف یا سنتز شده‌اند. که در این میان، هفت ایزومر هسته‌ای نیز تا به امروز کشف شده‌اند. دو ایزوتوپ فرانسیم-۲۲۳ و ۲۲۱ تنها ایزوتوپهایی هستند که در طبیعت یافت می‌شوند، ولی فراوانی فرانسیم-۲۲۱ به مراتب بیشتر از فرانسیم-۲۲۳ می‌باشد.
فرانسیم-۲۲۳ پایدارترین ایزوتوپ فرانسیم با نیمه‌عمر ۲۱٫۸ دقیقه‌است. فرانسیم-۲۲۳ پنجمین محصول فروپاشی آکتینیم-۲۲۷ می‌باشد. سپس با واپاشی بتا به رادیم-۲۲۳ (با انرژی واپاشی ۱۱۴۹ کیلوالکترون ولت) تبدیل می‌شود؛ در این بین درصدی جزئی از آن (۰٫۰۰۶٪) با واپاشی آلفا به آستاتین-۲۱۹ تبدیل می‌شود. بعد از فرانسیم-۲۲۳، فرانسیم-۲۱۲ با نیمه‌عمر ۲۰ دقیقه پایدارترین ایزوتوپ می‌باشد فرانسیم-۲۲۱ نیمه‌عمری حدود ۴٫۸ دقیقه دارد و نهمین محصول فروپاشی آکتینیم-۲۲۵ است. سپس خود با فروپاشی آلفا به آستاتین-۲۱۷ تبدیل می‌شود (با انرژی واپاشی ۶٫۴۵۷ مگاالکترون ولت). فرانسیم-۲۱۸ نیز به‌طور تخمینی نیمه‌عمری نزدیک به ۵‎×۱۰-۳ ثانیه دارد و با واپاشی آلفا و با انرژی ۷٫۸۵ مگا الکترون ولت به آستاتین تبدیل می‌شود. ناپایدارترین ایزوتوپ فرانسیم، در حالت پایه، فرانسیم-۲۱۵ با نیمه‌عمر ۰٫۱۲ میکروثانیه‌است (انرژی واپاشی ۹٫۵۴ کیلوالکترون ولت). و ایزومر ناپایدارتر آن، فرانسیم-۲۱۵m نیمه‌عمری برابر با ۳٫۵ نانو ثانیه می‌باشد.